# Rubus mougeotii
Rubus mougeotii är en rosväxtart som beskrevs av Paul Constant Billot och F. Schultz. Rubus mougeotii ingår i släktet rubusar, och familjen rosväxter. Inga underarter finns listade i Catalogue of Life.